# Johann Andreas Siepius
Johann Andreas Siepius (* 2. August 1701 in Hauteroda; † 20. April 1779 in Dommitzsch) war ein deutscher evangelischer Theologe.

## Leben
Siepius war ein Sohn von Johann Nicolaus Siepius und der aus Langenroda stammenden Margaretha Catharina. Das Studium der Theologie beendete Siepius mit dem Erwerb des Magistergrades. 1738, also im späten Alter von 37 Jahren, erhielt er eine Anstellung als Pastor-Substitut in Übigau. Im Folgejahr ehelichte er die Pfarrerstochter aus Arzberg Catharina Elisabeth Lindner († 1794); diese gebar in der Folge vier Söhne und vier Töchter, wovon jedoch lediglich zwei Töchter älter wurden. 1743 erhielt Siepius eine eigene Pfarrstelle in Sitzenroda. Von 1759 wirkte er als Oberpfarrer und als Adimicti der Ephorie Torgau.
Johann Andreas Siepius verfasste mehrere Veröffentlichungen in Latein und in Deutsch. Nach seinem Tod wurde für ihn in der Dommitzscher Kirche ein prächtiges Epitaph errichtet, welches eine umfassende Beschreibung seines Lebens enthält.  

## Werke
- Epaphroditus Philippensium Apostolus ex scriptura sacra et historia ecclesiastica delineatus ad illustrandum locum Phil. II. (1741).
- De Non Adaeqvata Eruditionis In Qvatuor Facultates Divisione (1730).
- Vindiciae Exegetico-Theologicae Loci Actuum XIX, 1-7. De Discipulis XII. Ephesinis In Ioannis Baptisma Baptizatis Ac Donis Spiritus Sancti Miraculosis Exornatis E Sententia Accuratiore Interpretandi Atque Ex Ministerio Ioannis Baptistae Illustrati Sententiae Minus Accuratae Fautoribus Oppositae (1751).
- Epaphroditus Philippensium apostolus ex scriptura sacra et historia ecclesiastica delineatus (1741).
- Dissertatio epistolica in loc. Jobi 19,25 formulam, ʻat afār jāqūm de Goële usurpatam illustran (1737).
- De Non adaequata eruditionis in quatuor facultates divisione, praeside M. Jo. Davide Dieterico, ... die 14. octobris 1730 ... disseret ... M. Johannes Andreas Siepius.
- Epaphroditus Philippensium expostolus ex Scriptura Sacra et historia ecclesiastica delineatus ad illustrandum locum Phil.ii., 25  (1741).
- Dissertatio epistolica in loc. Jobi XIX:25 : Formulam [Hebrew Characters] de Goële usurpatum illustraus (1737).
- Commentatio epist. in locum 1. Sam. XIII, vers. 1 qua formulam ... de Saule, primo Israelitarum rege adhibitam, expendit (1736).[1]
- Die Lehre vom freyen Willen des Menschen im Wercke der Bekehrung ... (1754).
- Das Glaubensbekenntnis der Christen von der Schöpfung der Welt ... (1758).